# Ron Rivera
Pour les articles homonymes, voir Rivera.
(en) Statistiques sur pro-football-reference
Ronald Eugene Rivera (né le 7 janvier 1962 à Fort Ord en Californie) est analyste sportif, ayant été joueur professionnel puis entraîneur de football américain dans la National Football League (NFL).
Durant sa carrière de joueur, il occupait le poste de linebacker. Au niveau universitaire, il a joué pour les Golden Bears de la Californie dans la NCAA Division I FBS. Il est ensuite sélectionné au deuxième tour de la draft 1984 de la NFL par la franchise des Bears de Chicago, avec qui il gagne le Super Bowl XX.
Comme entraîneur, Rivera est d'abord coordinateur défensif des Bears de Chicago en 2006 avec lesquels il devient champion de la National Football Conference. Ils perdent néanmoins le Super Bowl XLI. Il devient ensuite entraîneur des linebackers chez les Chargers de San Diego en 2007 avant de devenir le coordinateur défensif de cette franchise de 2008 à 2010.
En 2011, il est nommé entraîneur principal des Panthers de la Caroline. Il y reçoit le prix d'entraîneur de l'année décerné par l'Associated Press en 2013 et en 2015. Sous ses ordres, les Panthers ont gagné trois titres consécutifs de la division NFC Sud et se sont qualifiés pour le Super Bowl 50. Il est renvoyé par la franchise lors de la saison 2019.
Dès la saison 2020, il occupe le poste d'entraîneur principal de la Washington Football Team. Renommée en 2022 Commanders de Washington, il quitte la franchise de Washington en fin de saison 2023, remplacé par Dan Quinn.
Il rejoint ensuite la chaine de télévision ESPN en tant qu'analyste sportif.

## Biographie

### Sa jeunesse
Rivera est né à Fort Ord en Californie. Son père, origine de Porto Rico, était officier militaire commissionné travaillant au sein de l'armée des États-Unis. Il était basé en Californie où il rencontra sa future épouse, d'origine mexicaine.
Conséquence du travail de son père, Ron déménage souvent et étudie au sein de bases militaires situées en Allemagne, à Panama, à Washington, et au Maryland. Finalement, sa famille se fixe à Monterey en Californie. Là-bas, il entre au Seaside High School où il commence à jouer au football américain.

### Carrière comme joueur

#### Carrière universitaire
Rivera obtient une bourse sportive et joue pour l'équipe des Golden Bears de la Californie, évoluant en Pacific-10 Conference, pour le compte de l'Université de Californie à Berkeley.
Il est reconnu comme un des meilleurs linebackers du pays, en étant sélectionné dans l'équipe-type All-American et en menant son équipe au nombre de plaquages lors de ses trois dernières années comme joueur.
Il a détenu pendant un certain temps les records de sacks et de plaquages de l'université, et y détient encore actuellement le record établi en 1983 de plaquges pour perte sur une seule saison.
Il est nommé MVP du East-West Shrine Game de 1984.

#### Carrière professionnelle
Lors de la draft 1984 de la NFL, Rivera est sélectionné au 2e tour par les Bears de Chicago comme 44e choix global.
Lors de la saison 1985, son équipe se qualifie et gagne le Super Bowl XX en battant sur le score de 46 à 10 les Patriots de la Nouvelle-Angleterre. Il devient donc le premier joueur d'origine portoricaine à gagner un Super Bowl. Il est nommé titulaire à part entière de son équipe à partir de la saison 1988 et ce pour trois saisons consécutives.
Après neuf saisons, il arrête sa carrière de joueur après la saison 1992.

### Carrière comme entraîneur
En 1993, Rivera est engagé par WGN-TV et SportsChannel Chicago comme analyste à la télévision couvrant l'équipe des Bears de Chicago et le football universitaire. En 1996, il devient entraîneur du contrôle de la qualité en défense pour les Bears de Chicago.

#### Eagles de Philadelphie
En 1999, il est nommé entraîneur des linebackers chez les Eagles de Philadelphie.
En poste, les Eagles se qualifient pour le championnat de conférence NFC trois saisons de suite. Il se fait attribuer le développement du linebacker Jeremiah Trotter, sélectionné à deux reprises au Pro Bowl.

#### Bears de Chicago
Le 23 janvier 2004, Rivera est nommé coordinateur défensif des Bears de Chicago.
En 2005, la défense de Chicago est classée deuxième meilleure défense de la NFL. Les Bears se qualifient pour la phase éliminatoire, mais perdent lors du deuxième tour 29 à 21 face aux Panthers de la Caroline. Ses performances en 2005 au sein des Bears lui donnent beaucoup de crédit.
En 2006, malgré les efforts de la défense, les Bears ne reproduisent pas le même succès qu'en 2005. Néanmoins, l'équipe termine classée troisième de la NFL et première au sein de la NFC au nombre de points concédés. Le succès de la défense augmente la renommée de Rivera et plusieurs équipes de NFL voient en lui un entraîneur principal. Il se fait interviewer par les Cardinals de l'Arizona et les Steelers de Pittsburgh pour ce poste en janvier 2007. Il est candidat au poste vacant d'entraîneur principal des Cowboys de Dallas, poste qui ira finalement au coordinateur défensif des Chargers de San Diego, Wade Phillips. Rivera est également considéré comme potentiel candidat pour remplacer Marty Schottenheimer à San Diego, mais le poste est donné à Norv Turner, le frère du coordinateur offensif Ron Turner,,.
Vu le peu d'évolution dans les pourparlers entre les Bears et Rivera, ESPN estime que Rivera est sur le point de quitter la franchise. Le 19 février 2007, les Bears confirment cela en annoncent que le contrat de Ron Rivera ne sera pas renouvelé.

#### Chargers de San Diego
Les Chargers de San Diego engagent Rivera comme entraîneur des linebackers après qu'il a quitté les Bears.
Le 28 octobre 2008, il est promu coordinateur défensif en remplacement de Ted Cottrell.
À noter que bien qu'ayant utilisé la tactique défensive défense 4-3 la plupart du temps lors de sa carrière d'entraîneur, il opte plutôt pour la tactique défense 3-4 chez les Chargers.

#### Panthers de la Caroline
Le 11 janvier 2011, Rivera est nommé comme quatrième entraîneur principal de l'histoire des Panthers de la Caroline. Il est le cinquième entraîneur d'origine latino-américaine de l'histoire de la NFL, après Tom Fears, Tom Flores, Jim E. Mora et Jim L. Mora.
Pendant sa première année à la tête de la franchise, les Panthers terminent troisièmes de la division NFC Sud avec un bilan de 6 victoires pour 10 défaites. L'année suivante, ils terminent deuxièmes de la division avec un bilan de 7 victoires pour 9 défaites, alimentant les rumeurs de congédiement sur Rivera.
Sur les 34 premiers matchs avec les Panthers, Rivera a pris de nombreuses décisions considérées comme extrêmement conservatrices. Ces décisions ont amené 16 matchs à se clore par moins un touchdown, mais pour uniquement 2 victoires et 14 défaites. En semaine 2 contre les Bills de Buffalo, Rivera décide d'effectuer le field goal plutôt que de tenter une 4e tentative alors qu'ils se trouvaient sur la ligne d'une yard adverse et en fin de partie. Les Bills arrivent à inscrire un touchdown sur le drive suivant pour gagner le match alors qu'il ne restait plus que 20 secondes à jouer.
La saison 2013 s'ouvre sur deux défaites et tout le monde pense que Rivera va être licencié. Il change alors de philosophie et devient plus agressif. En semaine 3, de nouveau mis face à une 4e tentative à un yard de la ligne adverse dans le premier quart-temps lors du match contre les Giants de New York, Rivera décide de la tenter pour le touchdown au lieu de convertir le field goal. Une course de Mike Tolbert trouve la zone des buts  et les Panthers gagnent le match 38 à 0. Lors des 5 matchs suivants, ils tentent à 5 reprises la première tentative dans des situations qui, conventionnellement, amenaient à la tentative de field goal. Ils convertissent 4 des 5 tentatives qui amenèrent chaque fois la conversion d'un touchdown, mais également à la victoire. Le seul échec est contre les Cardinals lorsque Brandon LaFell échappe le ballon à la suite d'une passe lumineuse de Cam Newton au-delà du milieu du terrain. Si la passe avait été captée, elle aurait été convertie à coup sûr en touchdown. Cette soudaine agression dans sa tactique vaut à Rivera son surnom deRiverboat Ron (ou Riverboat Gambler).
Rivera a exprimé son mécontentement par rapport à ce surnom, expliquant qu'il prenait des risques calculés et qu'il n'était pas un gambleur (joueur). Néanmoins, il a depuis adopté ce surnom, son nom utilisé sur Twitter étant RiverboatRonHC. Depuis leur défaite face aux Cardinals en semaine 5, la franchise termine la saison sur 11 victoires pour une seule défaite, établissant un record de franchise avec 8 victoires consécutives, gagnant le titre de la division NFC Sud et arrivant en phase éliminatoire pour la première fois depuis 2008. Après cette saison, Rivera obtient le titre d'entraîneur NFL de l'année.
Lors de sa quatrième chez les Panthers, malgré un début difficile (3 victoires, 8 défaites et 1 match nul), l'équipe redresse la barre en gagnant les 4 derniers matchs du calendrier et remporte la division NFC Sud pour la deuxième année consécutive. Les Panthers gagnent le match au tour préliminaire en battant les Cardinals de l'Arizona 27 à 16, remportant son premier match éliminatoire depuis 2005.
Le momentum de l'équipe ne change pas en 2015. Rivera établit la meilleure saison de l'histoire de la franchise et une des meilleures saisons de l'histoire de la NFL. Ils démarrent la saison avec 14 victoires consécutives, le meilleur début de l'histoire de la franchise, et ne perdent qu'un seul match, en déplacement contre les Falcons d'Atlanta en semaine 16 sur le score de 20 à 13. Ils finissent la saison régulière avec un bilan de 15 victoires pour une seule défaite, gagnant l'avantage du terrain pour toute la phase éliminatoire pour la première fois de leur histoire. Ils battent les Seahawks de Seattle 31 à 24 en match de division et atomisent les Cardinals de l'Arizona 49 à 15 en championnant de conférence NFC. Ils accèdent au Super Bowl 50, le deuxième de l'histoire de la franchise, mais perdent 10 à 24 contre les Broncos de Denver.
Rivera est désigné entraîneur NFL de l'année 2015 pour la deuxième fois de sa carrière.
En date du 16 juin 2016, il signe un nouveau contrat de 3 ans pour 19,5 millions de dollars qui remplace celui en cours et qui se terminait après la saison 2017. Rivera gagne donc un an de contrat de plus avec une augmentation de salaire.
Même s'il a qualifié les Panthers pour les éliminatoires trois saisons consécutives, Rivera n'a pu afficher de bilan positif en saison régulière pour plus de deux saisons consécutives. Lors de la saison 2017, après la victoire en 16e semaine, 22 à 19 sur les Buccaneers de Tampa Bay, Rivera devient le premier entraîneur principal de l'histoire des Panthers à qualifier la franchise à quatre reprises pour la phase éliminatoire. Le 6 janvier 2018, Rivera prolonge de 2 ans son contrat avec les Panthers.
Le 3 décembre 2019, après neuf saisons au poste d'entraîneur principal, il est licencié par les Panthers après que ceux-ci affichent un bilan provisoire de 5 victoires pour 7 défaites.

#### Washington
Le 1er janvier 2020, il est nommé entraîneur principal des Redskins de Washington lesquels sont renommés durant l'intersaison Washington Football Team.
Bien qu'étant diagnostiqué d'un cancer en août 2020, il continue d'exercer ses fonctions d'entraîneur avec Washington.
Rivera est confrontée à de nombreux défis lors de sa première saison, notamment la mise en œuvre d’une nouvelle culture au sein de l'équipe, l'aide au processus de changement du nom de l'équipe, la gestion d’une saison considérablement modifiée en raison de la pandémie de Covid-19, et la gestion du traitement de son cancer. Malgré cela, Rivera remporte le titre de la NFC East avec un bilan négatif de 7-9, comme il l'avait fait en 2014 avec les Panthers.
Rivera fait venir pendant l'intersaison le quarterback Ryan Fitzpatrick qu'il choisit comme titulaire en début de saison,. Celui-ci se blesse dès le premier match et il est remplacé par Taylor Heinicke pour le reste de la saison que les Commanders terminent avec un bilan négatif de 7-10.
Pour la saison 2022, Rivera fait engager le Carson Wentz qui devient son nouveau quarterback titulaire. Après un bilan provisoire de 2-4, Wentz se blesse et Rivera désigne à nouveau Heinicke comme titulaire. Bien que Heinicke ait maintenu les Commanders dans la course à la qualification pour la série éliminatoire, Rivera le remplace par Wentz au cours du 15e match et le désigne titulaire pour le 16e. Les Commanders perdent ces deux matchs et terminent la saison avec un bilan de 8-8-1 sans qualification pour la série éliminatoire.
En 2023, Rivera annonce que Sam Howell (en) sera le quarterback titulaire de l'équipe. Les Commanders sont éliminés de la course à la série éliminatoire à la suite d’une défaite en 15e semaine contre les Rams de Los Angeles. Les Commanders terminent la saison 2023 avec un bilan de 4-13 et Rivera est licencié le 8 janvier 2024.

### Analyste sportif
En mars 2024, Rivera est engané par ESPN en tant qu'analyste pour NFL Live (en). Il travaille également pour certains matchs en tant qu'analyste pour Westwood One.

## Statistiques comme entraîneur
| Équipe                   | Saison    | Saison régulière | Saison régulière | Saison régulière | Saison régulière | Saison régulière              | Série éliminatoire            | Série éliminatoire            | Série éliminatoire            | Série éliminatoire                                                         |
| ------------------------ | --------- | ---------------- | ---------------- | ---------------- | ---------------- | ----------------------------- | ----------------------------- | ----------------------------- | ----------------------------- | -------------------------------------------------------------------------- |
| Équipe                   | Saison    | Gagnés           | Perdus           | Nuls             | % Vict.          | Classement                    | Gagnés                        | Perdus                        | % Vict.                       | Résultats                                                                  |
| Panthers de la Caroline  | 2011      | 06               | 10               | 0                | 37,5             | 3e NFC Sud                    | -                             | -                             | -                             | -                                                                          |
| Panthers de la Caroline  | 2012      | 07               | 09               | 0                | 43,8             | 2e NFC Sud                    | -                             | -                             | -                             | -                                                                          |
| Panthers de la Caroline  | 2013      | 12               | 04               | 0                | 75,0             | 1er NFC Sud                   | 0                             | 1                             | 0                             | Défaite contre les 49ers de San Francisco lors du tour de Division         |
| Panthers de la Caroline  | 2014      | 07               | 08               | 1                | 46,9             | 1er NFC Sud                   | 1                             | 1                             | 50,0                          | Défaite contre les Seahawks de Seattle lors du tour de Division            |
| Panthers de la Caroline  | 2015      | 15               | 01               | 0                | 93,8             | 1er NFC Sud                   | 2                             | 1                             | 33,3                          | Défaite 24-10 au Super Bowl 50 contre les Broncos de Denver                |
| Panthers de la Caroline  | 2016      | 06               | 10               | 0                | 37,5             | 4e NFC Sud                    | -                             | -                             | -                             | -                                                                          |
| Panthers de la Caroline  | 2017      | 11               | 05               | 0                | 68,8             | 2e NFC Sud                    | 0                             | 1                             | 0                             | Défaite 26-31 contre les Saints de La Nouvelle-Orléans en Wild Card        |
| Panthers de la Caroline  | 2018      | 07               | 09               | 0                | 43,8             | 3e NFC Sud                    | -                             | -                             | -                             |                                                                            |
| Panthers de la Caroline  | 2019      | 05               | 07               | 0                | 41,7             | Licencié après la 12e semaine | Licencié après la 12e semaine | Licencié après la 12e semaine | Licencié après la 12e semaine | Licencié après la 12e semaine                                              |
| Washington Football Team | 2020      | 07               | 09               | 0                | 43,8             | 1er NFC East                  | 0                             | 1                             | 0                             | Défaite 23-31 contre les Buccaneers de Tampa Bay lors du tour de wild card |
| Washington Football Team | 2021      | 07               | 10               | 0                | 41,2             | 3e NFC East                   | -                             | -                             | -                             |                                                                            |
| Commanders de Washington | 2022      | 08               | 08               | 1                | 50,0             | 4e NFC East                   | -                             | -                             | -                             |                                                                            |
| Commanders de Washington | 2023      | 04               | 13               | 0                | 23,5             | 4e NFC East                   | -                             | -                             | -                             |                                                                            |
| Total WAS                | Total WAS | 26               | 40               | 1                | 39,6             |                               | 0                             | 1                             | 0                             |                                                                            |
| Total CAR                | Total CAR | 76               | 63               | 1                | 54,6             |                               | 3                             | 4                             | 42,9                          |                                                                            |
| Total NFL                | Total NFL | 98               | 90               | 2                | 52,1             |                               | 3                             | 5                             | 37,5                          |                                                                            |

## Vie privée
Rivera est marié et a eu deux enfants (Christopher et Courtney) avec son épouse Stephanie, une ancienne assistante entraîneur de l'équipe de basket-ball des Mystics de Washington évoluant en WNBA.
En 2003, Rivera est intronisé au sein du College Football Hall of Fame et en 1994 au sein du Sports Hall of Fame de l'Université de Californie de Berkeley.
Le 5 janvier 2015, la maison de Rivera située à Charlotte en Caroline du Nord prend feu sans qu'il y ait eu de blessés. Le 28 juillet 2015, son frère Mickey Rivera décède des suites d'un cancer.